# Der Belagerungszustand
Der Belagerungszustand (franz. L’état de siège) ist ein Theaterstück in drei Teilen von Albert Camus und Jean-Louis Barrault, das 1948 in Paris uraufgeführt wurde.
Das Drama entstand unter dem Einfluss der deutschen Teilung Frankreichs im Zweiten Weltkrieg. Camus zeigt die Grausamkeiten, welche tyrannische, menschenfeindliche Regimes nach sich ziehen, und macht vor allem die Bürokratie als eines der wirkungsvollsten Instrumente der Despotie aus.

## Personen
- die Pest
- die Sekretärin
- Nada
- Victoria
- Diego
- der Richter (Victorias Vater)
- der Gouverneur
- die Alkalden
- der Fischer
- Frauen und Männer von Cádiz

## Handlung
Eines Tages versetzt ein Komet am Himmel die kleine spanische Stadt Cádiz in Aufruhr. Ein nihilistischer Säufer namens Nada (spanisch nichts) kündigt an, dass Schlimmes bevorstünde. Ein Herold verkündet, dass es „Befehl des Gouverneurs“ sei, dass man – unter Androhung von Strafe – nicht mehr über den Kometen sprechen darf. Die allegorischen Gestalten Pest und Tod, verkörpert durch die Person der Sekretärin, reißen die Macht in der Stadt an sich und errichten eine Schreckensherrschaft. Die Tore der Stadt werden geschlossen, Männer und Frauen getrennt. Ein Galgen wird aufgestellt und schwarze Sterne werden verteilt. Fast alle Bürger unterwerfen sich den neuen Machthabern, insbesondere der Säufer Nada ist bereit, mit ihnen zu kollaborieren. Nur der junge Arzt Diego widersetzt sich. Er verhandelt mit Pest und Tod über das Schicksal der Stadt und das Schicksal seiner Liebe Viktoria, der Tochter des Richters. Man bietet ihm Freiheit und Liebe für sich selbst an, er aber entscheidet sich schließlich für die Freiheit der Stadt. Um den Preis seines Lebens erringt er einen Sieg. Aber der feige und korrupte Gouverneur reißt nun die Macht wieder an sich.
Der Schauplatz der spanischen Stadt Cádiz ist dabei exemplarisch gewählt. Zum einen hat die Pest dort in der Vergangenheit tatsächlich gewütet, zum anderen hatte die Stadt eine wichtige Rolle in der spanischen Revolution von 1823, die mit der Schlacht von Trocadero niedergeschlagen wurde. Ähnlich manchen Republikanern gibt auch der Held Diego in diesem Drama trotz teils aussichtsloser Lage den Kampf nicht auf.

## Rezeption
Wie Camus in seinem Vorwort zur deutschsprachigen Ausgabe von Dramen (1959) ironisch bemerkt, fiel die Uraufführung des Stücks in Paris bei den Kritikern (trotz der Starbesetzung aus Barrault, Maria Casarès und Pierre Brasseur) gänzlich durch. Ein für Camus „betrüblicher“ Umstand, da er „nie aufgehört habe, den Belagerungszustand trotz all seiner Unzulänglichkeiten als das Werk zu betrachten, das mir am meisten gleicht“.

## Ausgaben
- Belagerungszustand. Drama. Übersetzung Hans Helmut Hausser; Illustration Wolfgang Znamenaček. Kurt Desch, München 1950 u. ö., zuletzt 1969 ISBN 3420041969; darin: Warum schrieb ich L'état de siège?[1].
- In: Dramen, ins Deutsche übertragen von Guido G. Meister, Rowohlt Verlag, Hamburg 1959.

## Verfilmung
- 1963: Der Belagerungszustand – Fernsehspiel des WDR – Regie: Fritz Umgelter, mit Wolfgang Kieling, Hilde Krahl, Richard Münch, Hellmut Lange, Hans Epskamp, Beatrice Schweizer, Ernst Fritz Fürbringer, Carl Lange, Heinz Weiss, Ursula Dirichs, Adolf Ziegler und Georg Lehn

## Hörspiele
- 1950: Belagerungszustand – Produktion: BR (Szenenausschnitte einer Bühneninszenierung[2]) – Regie: Hans Schweikart – Sprecher: Wilfried Seyferth (die Pest), Maria Nicklisch (Sekretärin), Rudolf Vogel (der Fischer), Peter Lühr (Nada), Fritz Reiff (Richter), Maria Wimmer (seine Frau)

- 1950: Belagerungszustand – Produktion: SDR – Regie: Erich Fritz Brücklmeier – Sprecher: Paul Hoffmann (Die Pest), Karin Schlemmer (Die Sekretärin), Kunibert Gensichen (Nada), Gisela Mattishent (Viktoria), Egon Clauder (Der Richter), Elsa Pfeiffer (Die Frau), Harald Baender (Diego), Theodor Loos (Der Gouverneur), Hans Mahnke (Der Fischer), Sigurd Fitzek, Michael Konstantinow, Max Mairich, Irene Asmus u. v. a.

- 1950: Belagerungszustand – Produktion: SWF – Regie: Karl Peter Biltz – Sprecher: Wolfgang Golisch (Die Pest), Stephanie Wiesand (Sekretärin), Horst Beilke (Richter), Claire Ruegg (Frau), Günther Gube (Offizier), Herbert A. E. Böhme (Nada), Hermann Siemek (Diego), Wolfgang von Rotberg (Alcalde), Else Brückner (Frau), Alois Garg (Astrologe), Kurt Ebbinghaus (Fischer), Margot Teichmann, Margot Müller u. v. a.

- 1951: Belagerungszustand – Produktion: NWDR – Regie: Wilhelm Semmelroth – Sprecher: René Deltgen (Die Pest), Edith Lechtape (Die Sekretärin), Alfred Schieske (Nada), Eva Maria Böhme (Victoria), Bernhard Minetti (Der Richter), Mira Hinterkausen (Die Frau des Richters), Rolf Henniger (Diego), Bernd M. Bausch (Der Gouverneur) Frank Barufski (Der Alkalde), Alf Marholm (Der Bote der Pest), Ernst Hetting (Der Fischer)

- 1959: Belagerungszustand – Produktion: SWF und NDR – Regie: Günther Rennert – Sprecher: Charles Regnier (Die Pest), Ann Höling (Sekretärin), Paul Hoffmann (Gouverneur), Walter Richter (Alkade), Klausjürgen Wussow (Diego), Gustl Halenke (Viktoria), Peter Mosbacher (Nada), Kurt Ebbinghaus (Fischer), Gerhard Just (Astrologe), Kurt Haars (Richter Casado), Karl Bockx (Pfarrer), Rolf Nagel (Offizier), Harry Grüneke (Der Arme), Franz Steinmüller (Irrer), Robert Rathke (Der Ruderer), Traute Rose u. v. a.

## Opern
- Der Belagerungszustand (Oper), UA: 1970

## Nachweise
1. ↑  die Ausgabe 1969 ohne die Illustrationen. - Camus geht in der Bemerkung kurz auf Folgendes ein: 1. Das Stück ist keine Adaption des Romans Die Pest; 2. Es ist ein Stück, das alle Formen des dramatischen Ausdrucks: lyrischen Monolog, Stummspiel, Dialog, Farce, Chor und Kollektivtheater in sich vereint; 3. er schuldet Jean-Louis Barrault Dank, mit dem er das Stück eigentlich gemeinsam schrieb, der aber seinen Namen nicht genannt haben möchte. S. 97
2. ↑  ARD-Hörspieldatenbank. Abgerufen am 31. Mai 2017.